# Moirey-Flabas-Crépion
Moirey-Flabas-Crépion ist eine französische Gemeinde mit 112 Einwohnern (Stand: 1. Januar 2022) im Département Meuse in der Region Grand Est (bis 2015 Lothringen). Sie gehört zum Arrondissement Verdun und zum Kanton Montmédy. 

## Geografie
Moirey-Flabas-Crépion liegt etwa 25 Kilometer nördlich von Verdun. Das Flüsschen Thinte verläuft an der östlichen Gemeindegrenze. Umgeben wird Moirey-Flabas-Crépion von den Nachbargemeinden Damvillers im Norden, Romagne-sous-les-Côtes im Nordosten, Chaumont-devant-Damvillers im Osten, Ville-devant-Chaumont im Südosten, Beaumont-en-Verdunois im Süden, Haumont-près-Samogneux im Südwesten, Consenvoye im Westen sowie Wavrille im Nordwesten.

## Geschichte
1973 wurde Moirey-Flabas-Crépion aus den Kommunen Moirey, Flabas und Crépion gebildet.

## Bevölkerungsentwicklung
| Jahr                       | 1962 | 1968 | 1975 | 1982 | 1990 | 1999 | 2006 | 2011 | 2019 |
| Einwohner                  | 76   | 63   | 144  | 117  | 108  | 113  | 131  | 134  | 126  |
| Quellen: Cassini und INSEE |      |      |      |      |      |      |      |      |      |

## Sehenswürdigkeiten
- Kirche Saint-Michel aus dem 12. Jahrhundert in Moirey, 1930 wieder errichtet
- Kirche Saint-Maur aus dem 16. Jahrhundert in Flabas, 1931 wieder errichtet
- Kirche Saint-Barthélemy in Crépion, 1675 erbaut und 1930 wieder errichtet
- Kapelle Saint-Maur in Flabas, 1867 erbaut

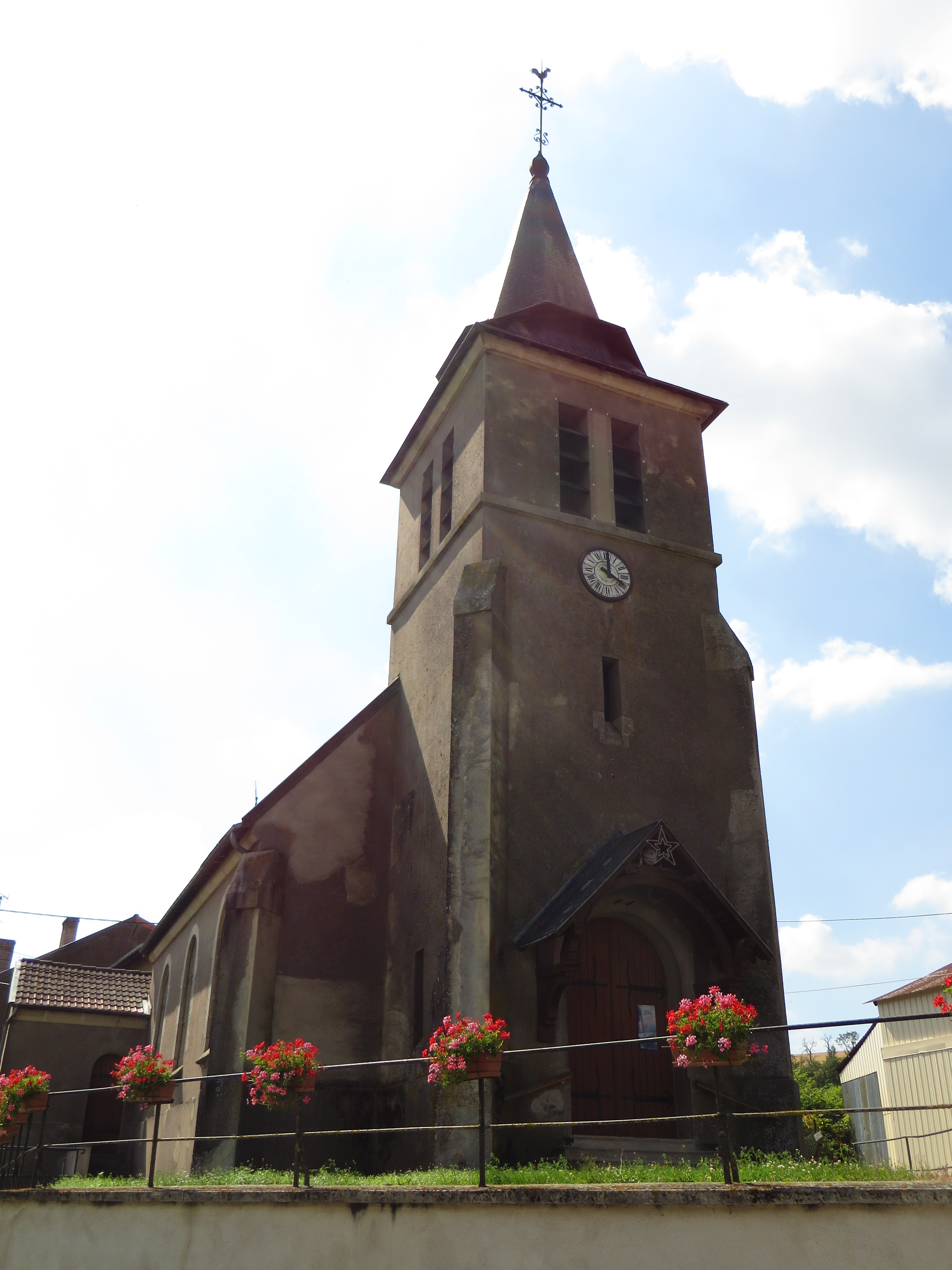
Kirche Saint-Michel
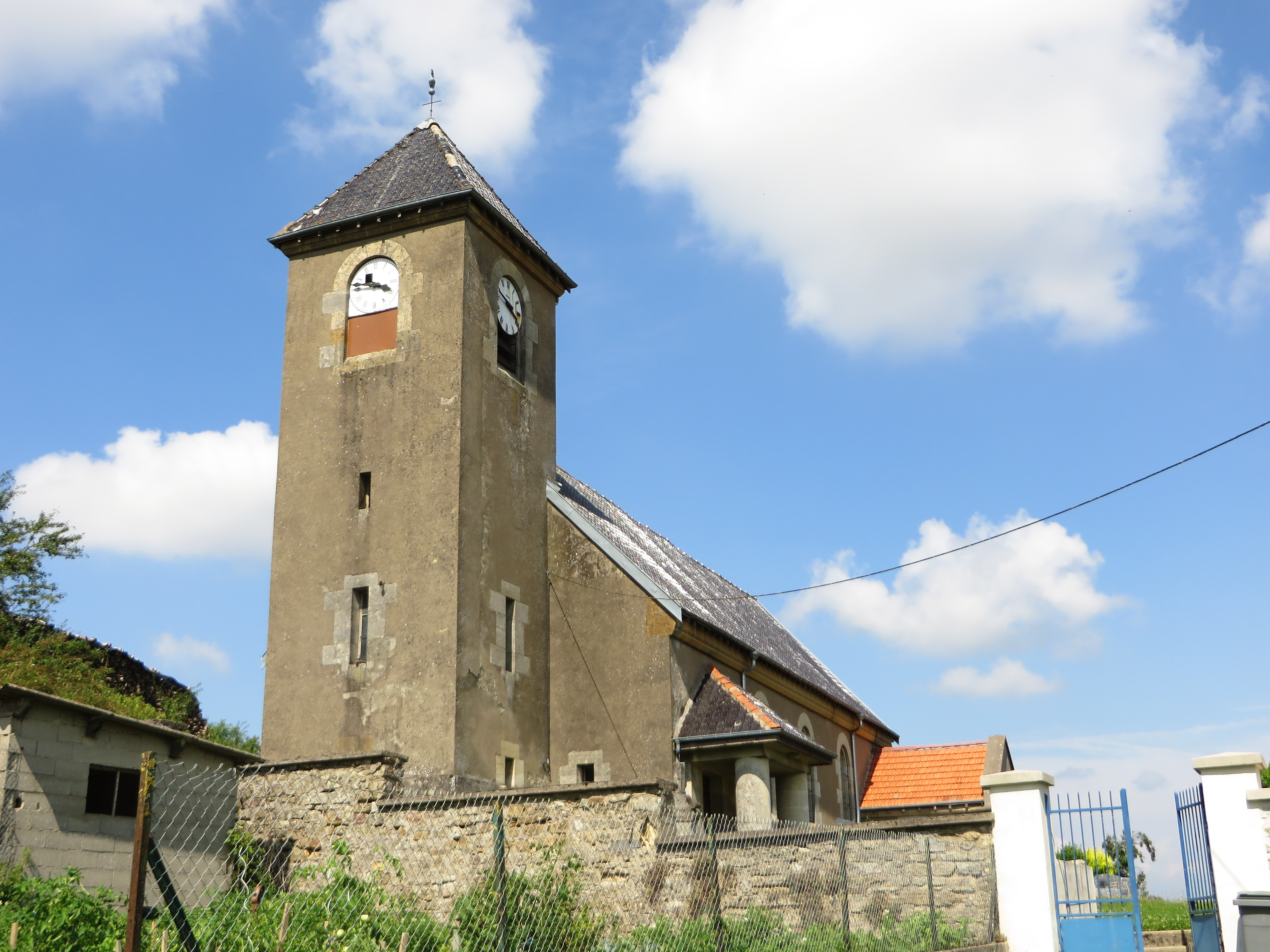
Kirche Saint-Maur
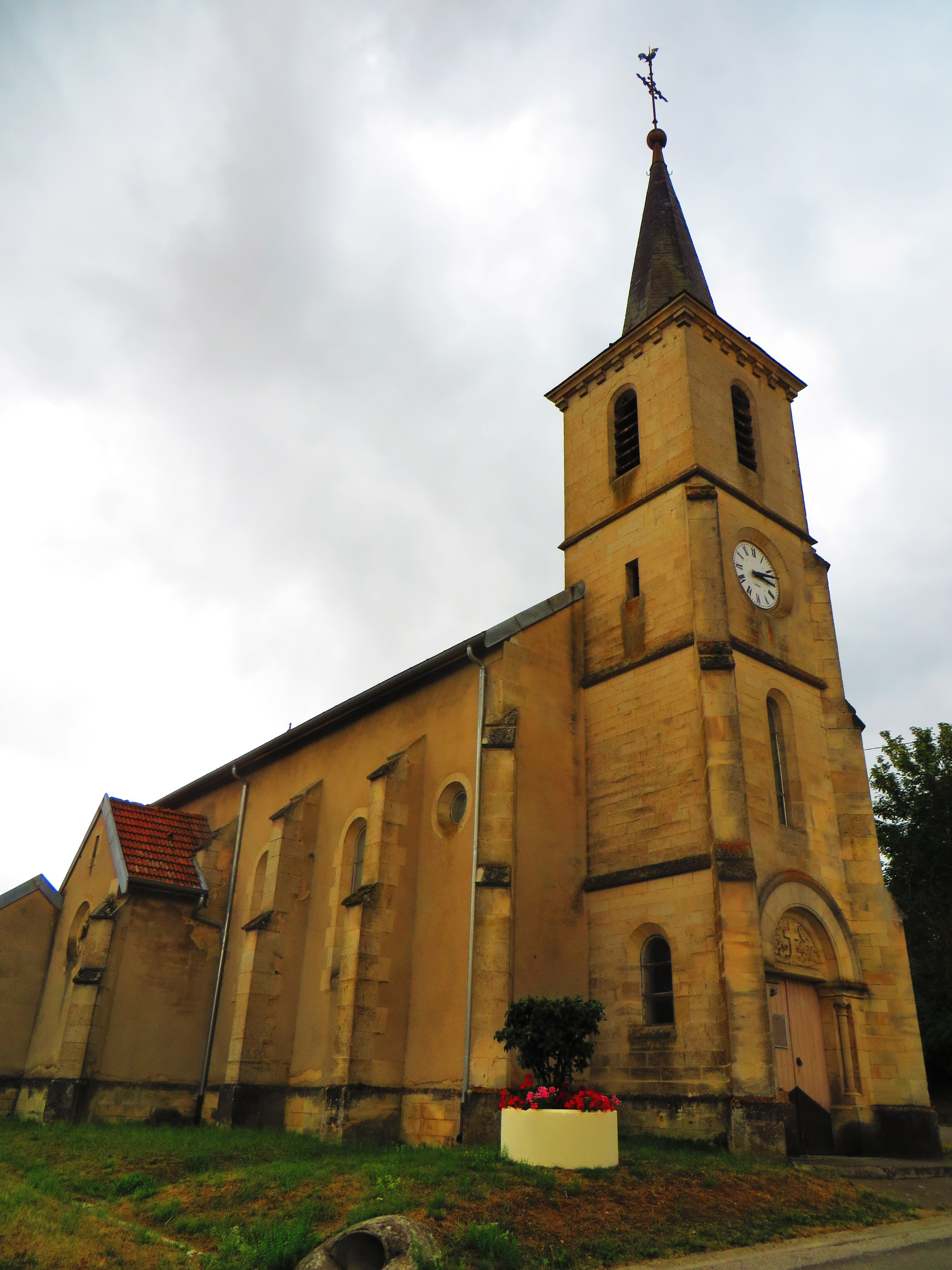
Kirche Saint-Barthélemy
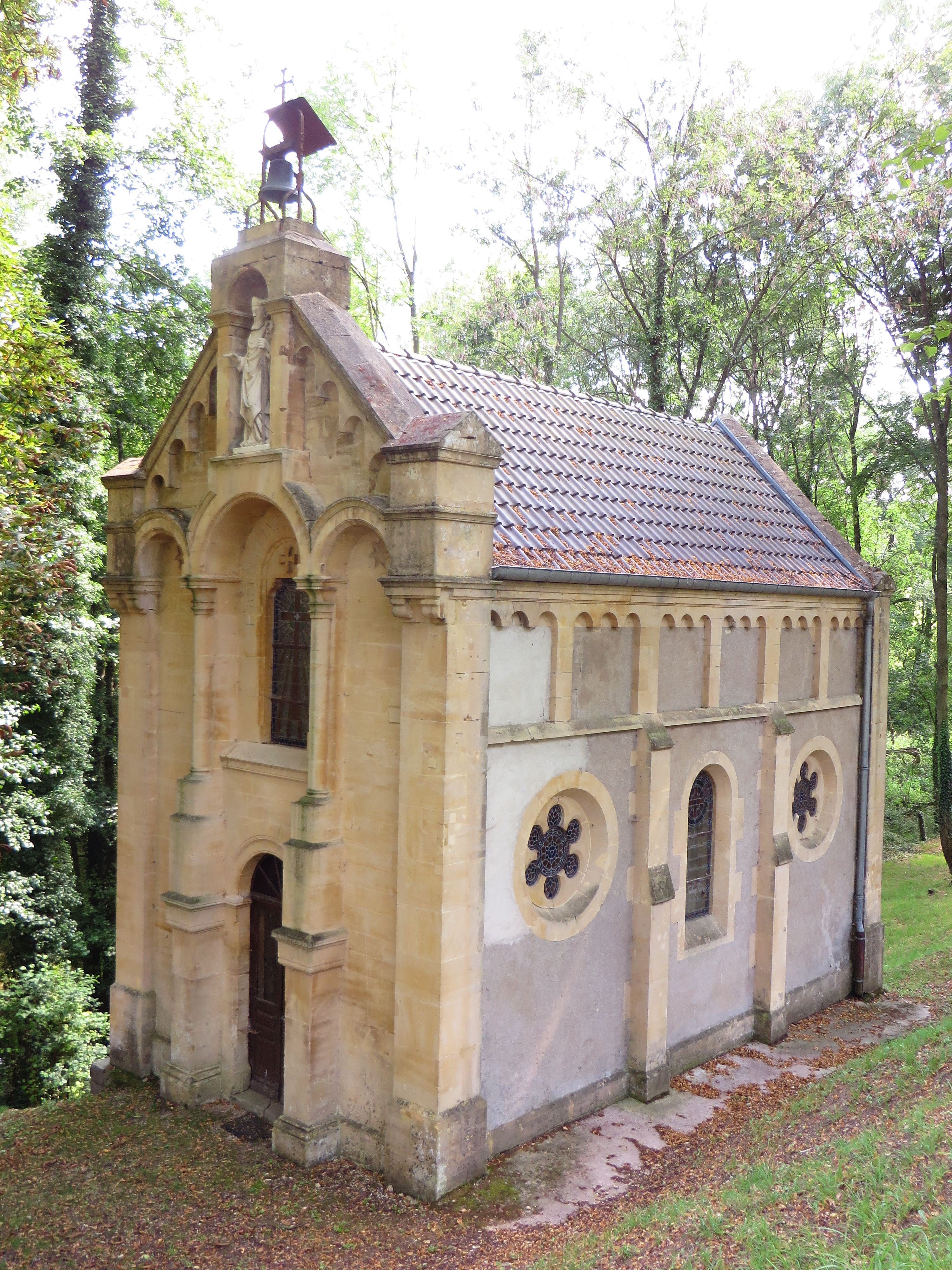
Kapelle Saint-Maur